# Герунг
Геру́нг (індонез. Gerung) — один з 10 районів округу Західний Ломбок провінції Західна Південно-Східна Нуса у складі Індонезії. Розташований у центрально-південній частині. Адміністративний центр — селище Герунг-Утара.
Населення — 76102 особи (2012; 74327 в 2010).

## Адміністративний поділ
До складу району входять 3 селища та 8 сіл:
| Населений пункт        | Населення, осіб (2010) |
| ---------------------- | ---------------------- |
| Бабуссалам, село       | 7555                   |
| Банью-Уріп, село       | 9141                   |
| Белеке, село           | 6625                   |
| Гапук, селище          | 7066                   |
| Герунг-Селатан, селище | 6912                   |
| Герунг-Утара, селище   | 5887                   |
| Дасан-Герес, село      | 6925                   |
| Дасан-Тапен, село      | 4906                   |
| Кебунаю, село          | 11220                  |
| Сука-Макмур, село      | 4150                   |
| Темпос, село           | 3940                   |